# Хасэ, Хинако
Хина́ко Ха́сэ (яп. 長谷 日向子 Хасэ Хинако) — японская кёрлингистка.
В составе смешанной сборной Японии серебряный призёр чемпионата мира 2024 года. Чемпион Японии среди смешанных команд. В составе юниорской женской сборной Японии участник Тихоокеанско-Азиатского чемпионата среди юниоров.

## Достижения
- Чемпионат мира по кёрлингу среди смешанных команд: серебро (2024).
- Чемпионат Японии по кёрлингу среди смешанных команд: золото (2024[2]).

## Команды
| Сезон                                          | Четвёртый      | Третий       | Второй          | Первый         | Запасной                            | Турниры             |
| ---------------------------------------------- | -------------- | ------------ | --------------- | -------------- | ----------------------------------- | ------------------- |
| 2014—15                                        | Тамами Найто   | Эри Араки    | Риса Кусумото   | Рихо Дзайкан   | Хинако Хасэ тренер: Masatsugu Odaka | ТАЧЮ 2015 (4 место) |
| 2022—23                                        | Иити Янагисава | Котоно Тиёда | Хинако Сонобэ   | Хинако Хасэ    |                                     | [ 3 ]               |
| Кёрлинг среди смешанных команд (mixed curling) |                |              |                 |                |                                     |                     |
| 2024—25                                        | Сюн Итицубо    | Хинако Хасэ  | Такуо Саокава   | Тихиро Токоёда |                                     | ЧЯСК 2024           |
| 2024—25                                        | Сюн Итицубо    | Хинако Хасэ  | Хироки Хасэгава | Тихиро Токоёда |                                     | ЧМСК 2024           |

(скипы выделены полужирным шрифтом)